# 星爸亞爸
星爸亞爸（英文：I Ought to Be In Pictures）是一部2009年由英皇娛樂主辦的舞台劇，改編自百老匯創作家尼爾·賽門的作品I Ought to Be in Pictures。該舞台劇為英皇十週年活動之一。
由鍾欣桐、陳淑儀、邵美君參演。

## 詳情
| 日 期         | 時 間     | 表演名稱 | 票 價            | 備 註 |
| ------------- | --------- | -------- | ---------------- | ----- |
| 2009年8月27日 | 晚上8時正 | 星爸亞爸 | $390、$290、$190 |       |
| 2009年8月28日 | 晚上8時正 | 星爸亞爸 | $390、$290、$190 |       |
| 2009年8月29日 | 下午3時正 | 星爸亞爸 | $390、$290、$190 |       |
|               | 晚上8時正 | 星爸亞爸 | $390、$290、$190 |       |
| 2009年8月30日 | 下午3時正 | 星爸亞爸 | $390、$290、$190 |       |
|               | 晚上8時正 | 星爸亞爸 | $390、$290、$190 |       |

## 故事大綱
過氣編劇十六年前在加拿大拋棄的女兒突然殺上門討債，大喊「我要做明星」！女兒要求「父親」引薦之馀，還要求一起生活。編劇突然要翻叮學做老豆，但父女性格各走極端，自己女友又醞釀情變，一連串啼笑皆非的溏心風暴一觸即發……

## 演員表
- 鍾欣桐 飾 女兒
- 陳淑儀 飾 父親
- 邵美君 飾 父親女友